# Weißer Turm (Ahrweiler)

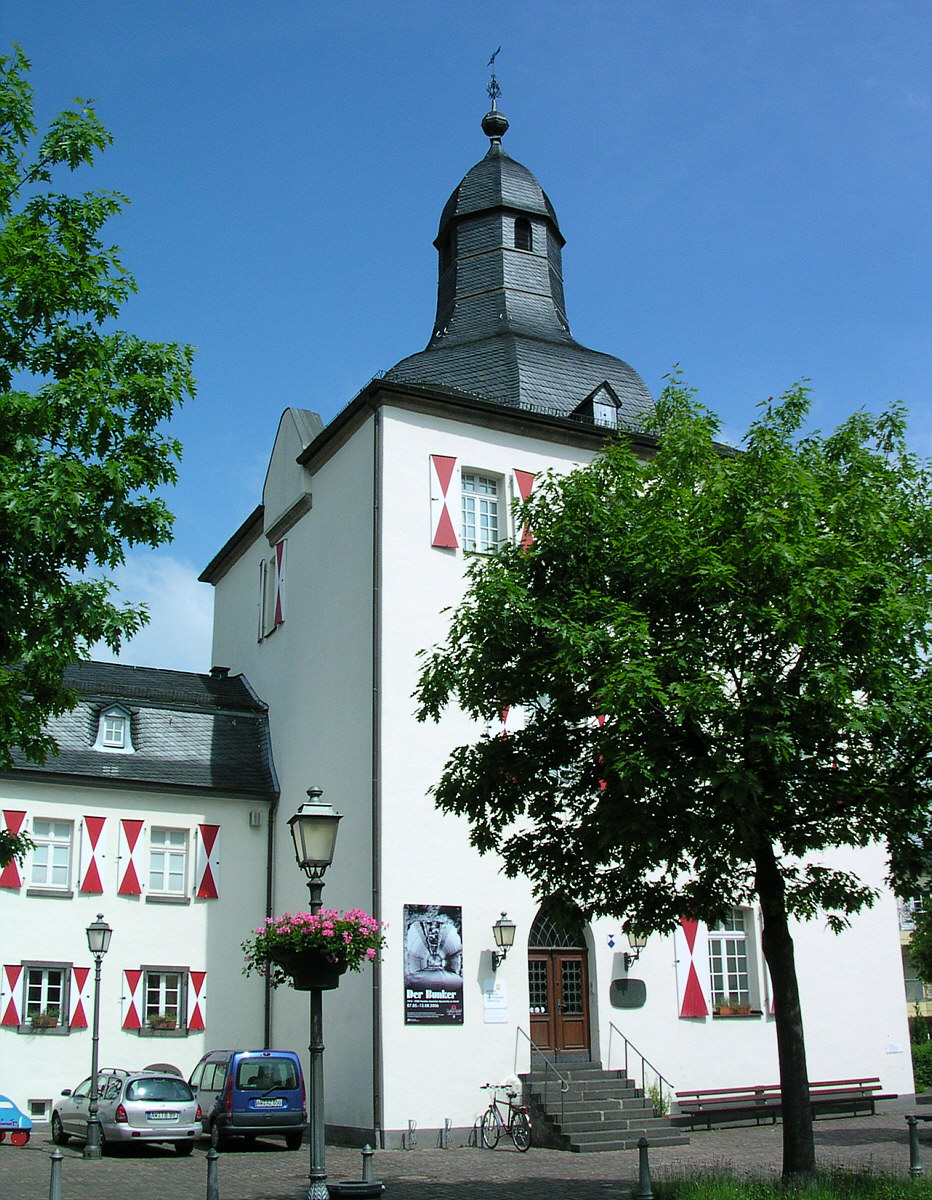
Weißer Turm in Ahrweiler

Der Weiße Turm in Ahrweiler, einem Stadtteil von Bad Neuenahr-Ahrweiler im Landkreis Ahrweiler in Rheinland-Pfalz, ist ein ehemaliger Wohnturm aus der zweiten Hälfte des 13. Jahrhunderts. Der Weiße Turm in der Altenbaustraße 5 ist ein geschütztes Baudenkmal.

## Geschichte
Der Weiße Turm ist das älteste Gebäude der Stadt Ahrweiler, er gehörte zum Prümer Adelslehen und wechselte häufig den Besitzer. Um 1700 kam der Weiße Turm in den Besitz der Herren von Stein-Kallenfels, die größere Umbauten vornahmen. Nach 1689 zogen die Prämonstratenser der Abtei Steinfeld in das Gebäude ein, wo sie die Verwaltung ihrer Ahrweiler Weingüter hatten. Der Name „Weißer Turm“ kommt wahrscheinlich von den weißen Kutten der Prämonstratenser, denn vorher wurde er „Staffeler Turm“ genannt.
Im 19. Jahrhundert kam der Weiße Turm in den Besitz der Stadt Ahrweiler. Im Jahr 1908 richtete der Heimatforscher Peter Joerres dort das „Ahrgau-Museum“ ein, das die Geschichte und Kultur der Stadt Ahrweiler und des Ahrtals darstellte. Nach umfassender Renovierung wurde 1993 das „Museum der Stadt Bad Neuenahr-Ahrweiler“ eröffnet.

## Beschreibung
Das Gebäude besteht aus einem dreigeschossigen verputzten Turmhaus aus Bruchsteinmauerwerk mit rechteckigen Fenstern, die erst um 1700 eingebrochen wurden. Die barocke Haube ist von 1668. Die Prämonstratenser errichteten im 18. Jahrhundert an der Westseite einen zweigeschossigen Anbau mit Mansarddach. Im Erdgeschoss befindet sich heute noch die dem heiligen Hermann Joseph von Steinfeld geweihte Kapelle.